# 卡尔·瓦尔贝里
卡尔·瓦尔贝里（瑞典語：Karl Wahlberg，1874年3月31日—1934年8月1日），生于斯德哥尔摩，瑞典男子冰壶运动员。他曾代表瑞典参加1924年冬季奥林匹克运动会冰壶比赛，获得一枚银牌。